# زنده سوزاندن
زنده سوزاندن یا اعدام با آتش (به انگلیسی: Death by burning)، یکی از شیوه‌های اعدام است که فرد را در میان هیزم‌ها قرار داده و با آتش زدن هیزم‌ها باعث مرگ آن فرد می‌شوند.

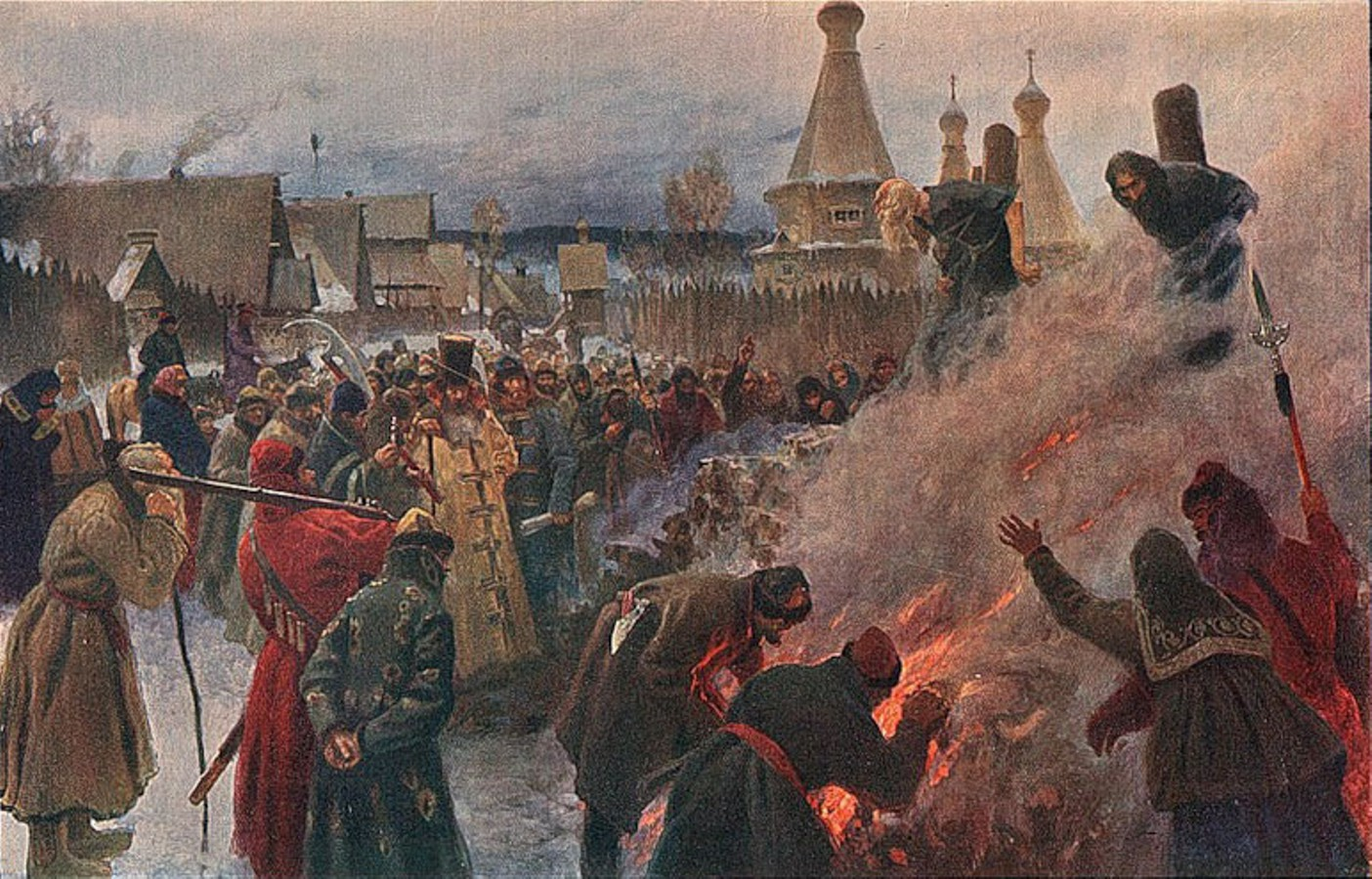

## پیشینه
در سده‌های میانه در اروپا معمولاً برای اعدام جادوگرها، آن‌ها را در آتش می‌سوزاندند. همچنین کلیسا برای اعدام مخالفان خود، از این روش استفاده می‌کرد. در آلمان تعداد زیادی از کسانی که مردم به آن‌ها ظن جادوگری داشتند به این روش اعدام شدند. تا قرن ۱۸ این قانون و اعدام به این روش مرسوم بوده‌است. در سال ۱۸۰۴ این روش اعدام از قانون حذف شد. ژاک دو مولای، ژان هوس، ژاندارک، پاتریک هامیلتون، ویلیام تیندال، میشل سرویت، جوردانو برونو، از مهم‌ترین افرادی هستند که در آتش سوزانیده شده‌اند. در هند باستان، این نوع اعدام به نام جآوهر، ساتی، ریزهج انجام می‌شده‌است.
در دوره تازه تر، گروه موسوم به داعش اقدام به زنده‌سوزاندن برخی از مخالفان خود و ویدئوها را برای نمایش به همگان پخش کرده است.

## در اسلام

### مجازات لواط
روح‌الله خمینی در تحریرالوسیله دربارهٔ حکم لواط می‌نویسد:
مسئله ۵- حاکم، در قتل، بین اینکه گردن او را به شمشیر بزند یا او را از جای بلندی مانند کوه و مثل آن به طوری که دست‌ها و پاهایش بسته باشد، پرت کند یا او را به آتش بسوزاند یا او را رجم نماید- و بنابر قولی یا دیواری روی او خراب کند- خواه فاعل باشد یا مفعول، مخیر است؛ و جمع بین بقیه مجازات‌ها و سوزاندن، به اینکه کشته شود سپس سوزانده شود، جایز می‌باشد.
سید حسین طباطبایی بروجردی در مسئله ۲۷۹۸ می‌نویسد:
مسئله ۲۷۹۸- اگر مرد مکلف عاقلی با مکلف عاقل دیگر لواط کند، باید هر دوی آنان را بکشند و حاکم شرع می‌تواند لواط کننده را با شمشیر بکشد. یا سنگسار کند، یا زنده با آتش بسوزاند، یا دست و پای او را ببندد و از جای بلندی به زیر اندازد یا دیواری را روی او خراب کند.
این حکم را محمدحسن نجفی در کتاب جواهر الکلام به روایت از کتاب وسائل‌الشیعه، شیخ حر عاملی به نقل از جعفر صادق آورده‌است:
خالد به ابوبکر نوشت: سلام علیک، اما بعد، مردی را آوردند که بینه‌ای بر او اقامه شد که بر پشت او همان آمد که بر زن می‌آید. پس ابوبکر مشورت خواست، گفتند: او را بکشیدش، پس از علی بن ابی‌طالب مشورت خواست، پس گفت: او را با آتش بسوزان، پس همانا عرب قتل را چیزی نمی‌انگارد. به عثمان گفت: چه می‌گویی؟ گفت: می‌گویم آنچه علی گفت: با آتش می‌سوزانی، پس به خالد نوشت: با آتش بسوزانش.
همچنین شیخ حر عاملی آورده‌است که دو زن محصنه که در یک لحاف بودند را نزد علی بن ابی‌طالب آوردند و بینه بر آن‌ها اقامه شد که مساحقه می‌کردند، پس بساط را طلب کرد، سپس دستور داد آن دو را با آتش سوزاندند.

### جنگ‌های ارتداد
فجاءة سلمی مردی از قبیله بنی سلیم بود، علامه امینی در الغدیر و سید مرتضی عسکری به نقل از طبری و ابن اثیر می‌گویند: فجاءة نزد ابوبکر آمد و گفت: من مردی مسلمانم و می‌خواهم که با کافران مرتد پیکار کنم، ولی نه اسبی دارم و نه سلاحی، مرا با دادن اسب و سلاح تجهیز کن. ابوبکر خواسته‌اش را برآورده ساخت. اما او اموال مردم را غارت می‌کرد و اگر کسی هم مقاومت می‌کرد، او را می‌کشت. ابوبکر، فردی به نام طریفه را به سوی فجاءة گسیل داشت. او فجاءة را به همراه خود نزد ابوبکر آورد. چون چشم ابوبکر به او افتاد، به طریفه گفت: او را به بقیع ببر و زنده در آتش بسوزان! طریفه نیز فرمان برد و در بقیع آتشی برافروخت و فجاءة را در آن افکند و بسوزانید. ابوبکر بعدها از فرمانش دربارهٔ فجاءه، سخت پشیمان شد.